# 6783 Gulyaev
6783 Gulyaev eller 1990 SO28 är en asteroid i huvudbältet som upptäcktes den 24 september 1990 av den ryska astronomen Ljudmila Tjernych vid Krims astrofysiska observatorium på Krim. Den är uppkallad efter den sovjetiske operasångaren (baryton) Jurij Guljajev (1930–1986).
Asteroiden har en diameter på ungefär sex kilometer.